# Arno J. Mayer

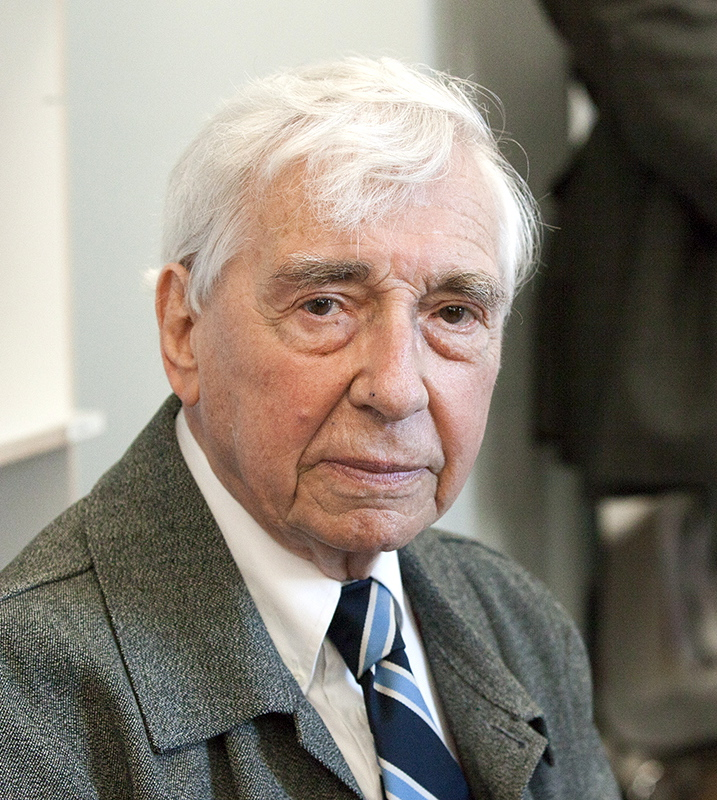
Arno J. Mayer (2013)

Arno Joseph Mayer (* 19. Juni 1926 in Luxemburg; † 18. Dezember 2023 in Princeton, New Jersey) war ein US-amerikanischer Historiker mit Schwerpunkten in moderner europäischer Geschichte, Geschichte der Diplomatie und im Zweiten Weltkrieg als Endstadium des Zweiten Dreißigjährigen Krieges von 1914 bis 1945. Er lehrte an der Wesleyan University (1952–1953), an der Brandeis University (1954–1958), an der Harvard University (1958–1961) und von September 1961 bis September 1993 an der Princeton University.

## Leben
Arno J. Mayer floh mit seiner Familie als 14-Jähriger vor den Nationalsozialisten in die USA. 1944 erwarb der die US-Staatsbürgerschaft. Als Angehöriger der United States Army wurde er im Juni 1945 in das geheime Militärcamp 1142 überstellt, wo er als Moraloffizier Wernher von Braun und andere hochrangige Gefangene aus Deutschland betreute.
Danach studierte er am City College of New York und ab 1949 an der Yale University Politik und Geschichte. 1950 sammelte er Erfahrungen in einem Kibbuz, denn sein Vater war Gründer der zionistischen Bewegung in Luxemburg und setzte sich für einen binationalen, demokratischen und säkularen israelisch-palästinensischen Staat ein, indem er die Parole von Palästina als „einem Land ohne Volk für ein Volk ohne Land“ ablehnte. 1959 wurde er mit der Arbeit Wilson versus Lenin. Political origins of the new diplomacy, 1917-1918 an der Yale University promoviert. In dieser Arbeit setzt er sich vor dem Hintergrund des Kalten Krieges und der gerade zu Ende gegangenen McCarthy-Ära mit dem durch Woodrow Wilson einerseits und die Russische Revolution andererseits verursachten Umsturz der internationalen Beziehungen am Ausgang des Ersten Weltkrieges auseinander. Mayer bemühte sich persönlich um eine Position zwischen Wilson und Lenin in etwa nach dem Vorbild der französischen Politiker Jean Jaurès oder Léon Blum.
Ab den 1960er Jahren veröffentlichte er Werke über die revolutionären Bewegungen seit der Französischen Revolution, über die beharrenden Kräfte des von ihm als europaweit angesehenen Ancien Régime, die er in Deutschland – verstärkt durch den Friedensvertrag von Versailles – bis in die Zeit des Nationalsozialismus wirken sieht, über die Industrialisierung, über die aufstrebende Bourgeoisie und die konterrevolutionären Kräfte zwischen 1870 und 1956, die aber auch noch im Vietnamkrieg auf amerikanischer Seite eine Rolle gespielt hätten.
Im Unterschied zu Norbert Elias traute er der zivilisierenden Wirkung gesellschaftlichen Fortschritts auf die Gewaltleidenschaften des Individuums nicht über den Weg. Mit Verweis auf Vilfredo Pareto hielt er Zivilisation lediglich für einen Firnis, der jederzeit zum Hervorbrechen neigende Verhaltensweisen nur oberflächlich überzieht.
Für ihn prägend nannte Mayer die Auseinandersetzung mit Karl Marx als Autor von Der achtzehnte Brumaire des Louis Bonaparte und der Korrespondentenartikel für die New York Tribune über die durch die Industrialisierung bewirkten gesellschaftlichen Umwälzungen bis ins britische Indien. Karl Kautsky habe ihn Marx kritisch zu sehen gelehrt. In den 1970er Jahren habe die ihm in den USA zugänglich gewordene Lektüre der Werke von Antonio Gramsci auf ihn „wie ein Erdbeben“ gewirkt und seine Arbeit an Adelsmacht und Bürgertum. Die Krise der europäischen Gesellschaft 1848-1914 (1981/dt. 1984) beeinflusst. Die Beherrschung des Französischen, Deutschen und Italienischen habe seine internationale Sichtweise bestärkt, so dass ihm eine intensive Beschäftigung mit Nationalgeschichte fremd geblieben sei. Wichtig sei ihm der über Marc Bloch vermittelte „Komparatismus“, eine zur Erkenntnis führende vergleichende Herangehensweise an historische Phänomene, die davor bewahren soll, Historisches in formellen Schlussfolgerungen stillzustellen. „Vor den großen Geschichtsproblemen sind wir alle Revisionisten, was die Noblesse unserer Rolle ausmacht, nämlich abhängig zu sein von neuen Tatsachen, neuen Konzepten, neuen Methoden, neuen Sichtweisen auf die Welt – verbunden mit den Zusammenhängen, in denen Historiker schreiben. Dieser Revisionismus gehörte schon früh zu meinen Überzeugungen und hat mich veranlasst, nicht zu schlussfolgern, in dem Bewusstsein, dass das, was ich sagen würde, revidiert und von anderen korrigiert werden würde.“
1979 wurde er in die American Academy of Arts and Sciences aufgenommen.
Ende Juni 2022 erhielt er den Elie-Wiesel-Award des United States Holocaust Memorial Museum.
Mayer starb am 18. Dezember 2023 im Alter von 97 Jahren.

## Kurzrezeptionen
Die beiden von Mayer 1984 und 1989 in Deutschland erschienenen Bücher – Adelsmacht und Bürgertum und Der Krieg als Kreuzzug – sind anders als z. B. in Frankreich nur noch in Bibliotheken und antiquarisch zugänglich.

### Der Krieg als Kreuzzug
Mayer spricht im Zusammenhang mit der jüdischen Katastrophe im „Dritten Reich“ davon, dass sie „aus ihrem säkularen geschichtlichen Bedingungszusammenhang“ herausgelöst und „zu einem Bestandteil der vorsehungsgesteuerten Geschichte des jüdischen Volkes“ gemacht wurde. Das habe

„bleibenden und salbungsvollen Ausdruck in dem religiös überfrachteten Begriff ‚Holocaust‘ gefunden […]. Die allmählich Gestalt annehmende Holocaust-Mythologie, die zu einer idée force geworden ist, hat aus den eindringlichen und transparenten Erinnerungen von Überlebenden einen kollektiven, normativen Erinnerungstopos zusammengestückelt, der ein kritisches und kontextbezogenes Nachdenken über die jüdische Tragödie nicht eben fördert.“

Deshalb verwendet Mayer den Begriff „Judeozid“ zur Kennzeichnung dieses Völkermords. Mayer geht davon aus, dass Hitlers Vorhaben, „Lebensraum im Osten“ zu gewinnen und das Sowjetregime niederzuringen, erst „die notwendigen geopolitischen, militärischen und ideologischen Vorbedingungen für den Judeozid“ geschaffen habe. „Hätten die Nationalsozialisten in Osteuropa nicht einen totalen Krieg geführt, hätten sie auch nicht dieses beispiellose Reich des Todes errichten können.“ Für Mayer steht die Verantwortung der Wehrmacht bei der Vernichtung der Juden außer Frage. Denn sie habe mit den alten Eliten die nationalsozialistischen Wurzeln des Antisemitismus und Antikommunismus geteilt. Mit einigen aus ihrem Zusammenhang gelösten Aussagen in Der Krieg als Kreuzzug glaubten sich Rechtsextremisten zur Auschwitzleugnung munitionieren zu können.
Wichtig ist das Buch, weil Mayer darin den Begriff „Zweiter Dreißigjähriger Krieg 1914-1945“ ausarbeitet und in die geschichtswissenschaftliche Diskussion einführt.

### Adelsmacht und Bürgertum – Krise der europäischen Gesellschaft 1848-1914
Mayer analysiert hier die gesellschaftlichen Strukturen und Verhaltensweisen der Epoche und gelangt zum Schluss, dass die damalige Bourgeoisie sich in den meisten wichtigen Ländern (beschrieben sind Deutschland, Österreich-Ungarn, Russland, Frankreich und Großbritannien) der nach wie vor dominanten, aber in ihrer Machtstellung bedrohten Aristokratie unterordnete. Als teilweise Ausnahmen gelten Frankreich als Republik und Großbritannien als bloße De-jure-Monarchie, wo allerdings minoritär ebenfalls rückwärts gewandte Kräfte von Einfluss waren. Am Schluss der Einleitung schreibt Mayer: "...schickten sich bis 1914 die alten Eliten an, ihre gesellschaftliche und kulturelle Vorrangstellung durch Stärkung ihres politischen Einflusses zu festigen. Die Art, wie sie das taten, verstärkte die inneren und internationalen Spannungen, bis sie in den Weltkrieg mündeten, der den letzten Akt des Untergangs des Ancien Régime in Europa einläutete."

## Persönliche Erfahrungen mit zivilem Ungehorsam
Mayer berichtet,  wie er 1970 in Princeton wegen „zivilen Ungehorsams“ zu einer Haftstrafe von einem Tag im Gefängnis kam. Er sei von Studenten darauf aufmerksam gemacht worden, dass in einer Entfernung von 700 Metern von seinem Büro in einem Universitätsgebäude hochqualifizierte Physiker und Mathematiker für das Verteidigungsministerium der Vereinigten Staaten Ziele für die Bombardierungen in Vietnam aussuchten und verschlüsselten. Er habe das zunächst nicht glauben wollen, bis die Studenten Beweise beibrachten. Er sei deshalb so erschrocken gewesen, weil er seit Jahren in seinen Vorlesungen davon sprach, wie unwahrscheinlich es sei, dass die Münchener nichts vom Konzentrationslager Dachau gewusst haben konnten. Jetzt musste er sich jedoch von seinen Studenten über das mit Stacheldraht, Wachhunden und Scheinwerfern bewehrte Gebäude in seiner unmittelbaren Nachbarschaft informieren lassen. Eine Handvoll Professoren habe mit annähernd 150 Studenten eines Tages den dort Arbeitenden den Zugang verwehrt, was sie alle vor Gericht gebracht habe. Auf dem Weg ins Gefängnis hätte jeder Verurteilte verabredeterweise von zwei Zeugen begleitet werden sollen. Zu ihm habe sich niemand gesellen wollen, so dass er mit einem ebenfalls verurteilten Kollegen und dessen Frau ging. Für Mayer war dieses Vorkommnis ein Beleg für das Klima des Kalten Krieges auch in Princeton.

## Veröffentlichungen
- Political Origins of the New Diplomacy, 1917–1918. 1959.
- Post-War Nationalisms, 1918–19. In: Past and Present. Volume 34, 1966, S. 114–126.
- Politics and Diplomacy of Peacemaking. Containment and Counter-Revolution at Versailles, 1918-1919. 1967.
- Dynamics of Counter-Revolution in Europe, 1870–1956. An Analytical Framework. 1971.
- Lower Middle Class as Historical Problem. In: Journal of Modern History. Volume 47, 1975, S. 409–436
- Internal Crisis and War Since 1870. In: Charles L. Bertrand (Hrsg.): Revolutionary Situations in Europe, 1917–22. 1977.
- The Persistance of the Old Regime: Europe to the Great War, 1981.
  - Adelsmacht und Bürgertum. Die Krise der europäischen Gesellschaft. 1848–1914. Beck, München 1984, ISBN 3-406-09749-9; dtv, München 1988, ISBN 3-423-04471-3.
- Why Did the Heavens Not Darken? The Final „Solution in History“, 1988.
  - Der Krieg als Kreuzzug. Das Deutsche Reich, Hitlers Wehrmacht und die „Endlösung“. Rowohlt, Reinbek 1989, ISBN 3-498-04333-1.
- Memory and History. On the Poverty of Forgetting and Remembering about the Judeocide. In: Radical History Review. Volume 56, 1993, S. 5–20
- The Furies. Violence and Terror in the French and Russian Revolutions. 2001.
- L’Autre Amérique. Les Américains contre l’état de guerre. Éditions Textuel, 2002 (in Zusammenarbeit mit Judith Butler, Noam Chomsky, Angela Davis, Mike Davis, Ronald Dworkin, Naomi Klein, Michael Mann, Manning Marable, Edward Said, Jeffrey St. Clair, Gore Vidal, Immanuel Wallerstein, Michael Yates und Howard Zinn).
- Ploughshares into Swords: From Zionism to Israel, Verso Books (London-New York) 2008, ISBN 978-1-84467-235-6.